# 刘俊明 (物理学家)
刘俊明，南京大学教授，中国教育部第六批“长江学者”特聘教授，承担国家“973计划”等多个重点项目，发表论文数百篇，担任《物理学进展》副主编。

## 生平
1984年取得华中工学院机械系工科学士学位，1987年取得华中理工大学机械系工学硕士学位，1989年取得西北工业大学材料系材料加工博士学位。